# Haruto Kō
Haruto Kō (耕 治人, Kō Haruto, 1er août 1906 - 6 janvier 1988) est un poète et écrivain japonais.
Né à Yatsushiro, préfecture de Kumamoto, Kō est diplômé du département de littérature anglaise de l'université Meiji Gakuin. Il est arrêté en tant que délinquant politique au cours de la Seconde Guerre mondiale, et après la guerre commence à écrire des watakushi shōsetsu. En 1969, Kō est lauréat du prix Yomiuri pour Ichijō no hikari, ainsi que du prix d'encouragement des arts du ministère de l'éducation.

## Source
- Yoshikazu Kataoka, Introduction to Contemporary Japanese Literature: 1956-1970, Kokusai Bunka Shinkōkai, 1972, p. 107.